# مانداکارو
مانداکارو (نام علمی: Cereus jamacaru) نام یک گونه از کاکتوس بومی منطقه شمال شرقی برزیل است که تا ارتفاع ۵ متر (۲۰ فوت) رشد می‌کند.
این گونه در برابر خشک‌سالی بسیار مقاوم است.
نوع بدون خار این کاکتوس، برای خوراک دام مورد استفاده قرار می‌گیرد.

## توضیحات
این گیاهان دارای درختان شاداب ساقه ای هستند که ارتفاع آنها به حدود 9 متر (تا 15 متر) با ساقه های تقسیم شده می رسد و تاج های بزرگی را تشکیل می دهند. قطر تنه ها به 45 سانتی متر با 4 تا 6 بریدگی کمی مواج و بیشتر در سنین پیری می رسد. شاخه های تکه تکه شده دارای چهار تا شش دنده به طول 8 تا 20 سانتی متر و 5 تا 7 شعاعی به طول 1.5 سانتی متر هستند که به دلیل دنده هایی که با افزایش سن به داخل رانده شده اند، گاهی تا ده دنده نیز می رسد. دنده ها که در ابتدا حدود 3.5 سانتی متر ارتفاع دارند با افزایش سن بلندتر می شوند.
آرئول های زرد تا قهوه ای به فاصله 2 تا 4 سانتی متر روی آنها می ایستند. این خارها حدود 15 تا 20 خار زرد مایل به قهوه ای را حمل می کنند که به 7 تا 9 خار شعاعی و 6 تا 13 خار مرکزی تقسیم می شوند. رسیدن به تعداد کل خارها در طول سالیان متمادی غیر معمول نیست. خارهایی که بعداً تشکیل می شوند بسیار سخت هستند و تا 10 سانتی متر طول دارند.
گلها در شب به رنگ سفید باز هستند و حدود 250 میلی متر (10 اینچ) طول دارند و بیرون از گلبرگ ها سبز و سفید با لبه بیرونی قهوه ای است. براکت های بیرونی قهوه ای مایل به سبز روشن، داخل آن سفید است. جوانه های گل معمولاً در اواسط بهار ظاهر می شوند و هر گل فقط یک شب دوام می آورد. آنها هنگام غروب شکوفا می شوند و تا صبح پژمرده می شوند.
میوه ها پس از لقاح تخمی تا گلابی شکل به قطر حدود 6 سانتی متر و طول 12 سانتی متر می شوند. اینها وقتی می رسند کارمین را به قرمز مرجانی تبدیل می کنند و از طول باز می شوند. میوه آن دارای رنگ بنفش بسیار قوی است. پالپ آن سفید با دانه های سیاه ریز به اندازه 3 میلی متر است و بسیار خوش طعم به حساب می آید.